# いず (巡視船・2代)
いず（JCG Izu, PL-31）は、海上保安庁の巡視船。阪神・淡路大震災の教訓をもとに、大規模災害発生時に現場指揮所となるための指揮通信設備や、被災地への救援物資運搬能力などを備えた「災害対応型」の巡視船として建造された。また第三管区海上保安本部の救難強化巡視船として『潜水指定船』でもあるため、潜水士の配置及び潜水士の支援機材やROV、海底地形走査用ソナーも備えている。

## 来歴
1995年の阪神・淡路大震災では、第五管区海上保安本部を始めとする海上保安庁の陸上施設も大きな被害を受け、救援活動の指揮に支障を来たした。また、海の近くまで山が迫っていて東西に細長い播磨平野という地形のために、陸路が遮断された場合の海からのアプローチの重要性が着目されることになった。このことから、C4I機能を向上させるとともに、医療・宿泊設備の拡充、支援・防災機材の搭載能力向上などを図った「災害対応型」の巡視船として計画されたのが本船である。発災と同年度の平成7年度第1次補正計画に盛り込まれて、川崎重工業坂出工場において1996年3月22日に起工され、1997年2月7日に進水、1997年9月25日に竣工して第三管区海上保安本部横浜海上保安部に配属された。

## 設計
船型は全通甲板を備えた長船首楼型、船首はバルバス・バウとされている。船殻構造としては、船側構造は横肋骨方式、甲板構造は基本的に縦肋骨方式とされており（下甲板のみ横肋骨方式）、船首楼甲板・船首楼部外板および後部上甲板には高張力鋼が採用されている。
主機関としては、SEMT ピルスティク社が開発した直列8気筒の4サイクルトランクピストン型過給器付き中速ディーゼルエンジンである8PC2-6Lを新潟鐵工所がライセンス生産して搭載している。またROV投入・揚収時の船位保持や独力での出入港など精密な操船が要求される場合に備えて、推進器は可変ピッチ・プロペラ（CPP）とするとともにバウスラスターも1基備えている。
バウスラスター運転時などの大消費電力を賄うため、主電源は、ヘリコプター搭載巡視船と同型のディーゼル発電機（出力625 kVA）3基で構成するかたちとし、停泊時は1基、航海時は2基、出入港時は3基の運転を基本としている。またこの他に、非常用電源として、ディーゼル発電機1基および蓄電池を搭載している。

## 装備
本船の操舵室は、操船および指揮・統制に関連する各区画をワンフロアに配置する新コンセプトを採用しており、従来型の約2倍の面積を確保している。ブリッジ直後の左舷側には機関監視区画、右舷側には航空管制区画（ヘリコプター甲板の監視カメラや航空無線、ヘリテレ映像送受信器）が設けられ、またその後方には通信区画およびOIC区画が設けられている。各区画間には壁を設けず、相互の連携を向上させることで、任務遂行の効率化を図っている。
OIC内には専用通信機を備えた災害対策本部用区画が設定されている。また船橋甲板には特別公室 兼 小会議室も設けられており、こちらも対策本部として使用することができる。このほか、船首楼甲板前部に大会議室もあるが、こちらは必要に応じて小区画に分割し、病室や被災者用船室など、多目的に使用することもできる。

### 災害対応機能

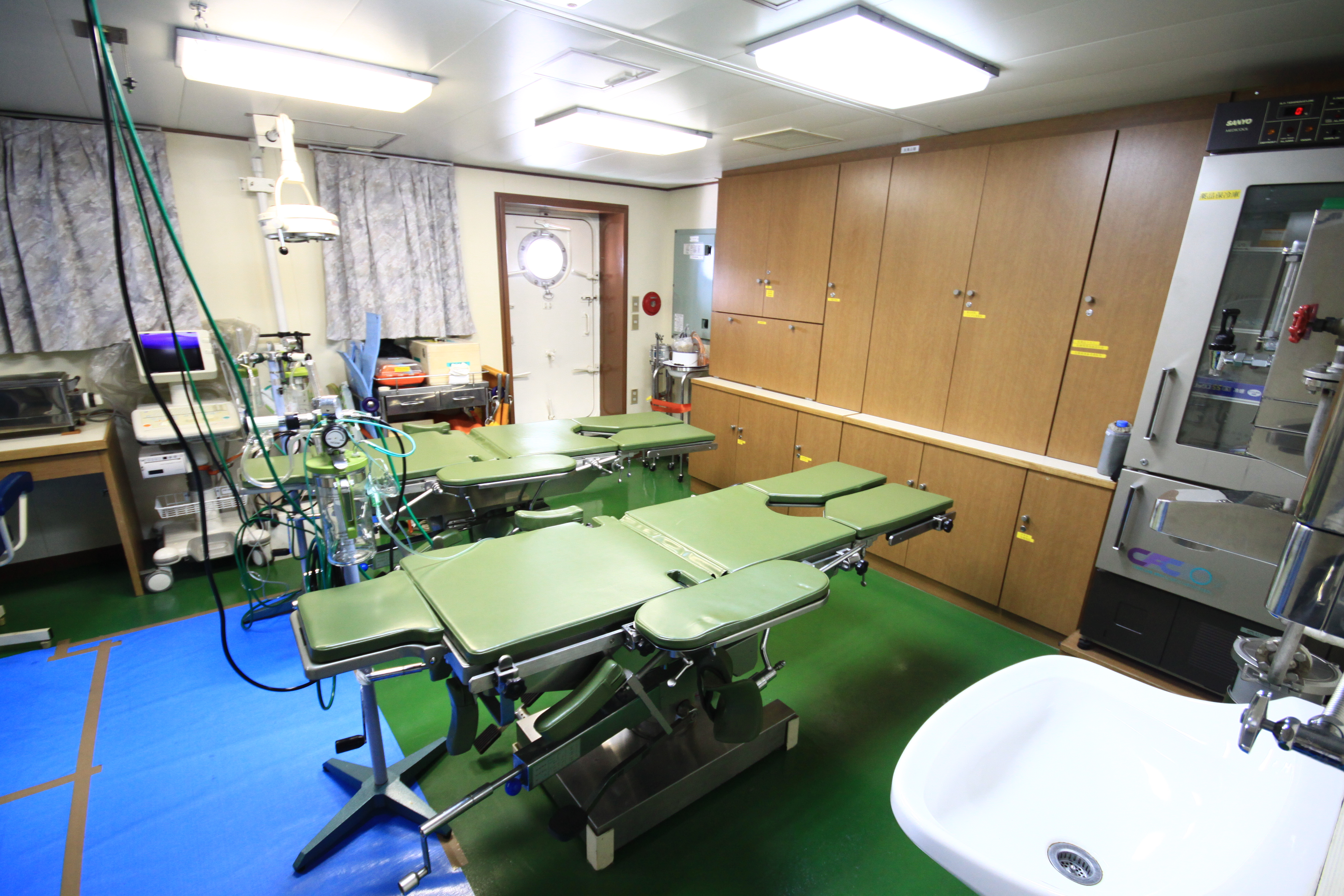
2基の手術台を備えた医務室

船首楼甲板中央部には医務室や病室、X線撮影室などが設けられており、簡易血球計算機や超音波検査装置も備えられている。医務室には手術台2基や酸素吸入・気管内吸引装置などの医療用機器が配置されており、虫垂炎などの応急手術に対応できるようになっている。
船内スペースは被災者や救援要員の収容を考慮して設計されており、火山噴火が近いなど状況が切迫している場合に多数の人員を急いで収容できるよう、船体中央部の通路はかなりの幅が確保されている。また船内には大小21室もの予備室が設けられており、最大120名程度が宿泊できる。調理室も最大160名分の給食能力を備えている。
後部（船尾）甲板は、シュペルピューマ・ヘリコプターの発着にも対応できるヘリコプター甲板とされている。またここには、必要に応じてコンテナを固縛搭載することもできる。この他にも、船内には救援物資 約360トン分の搭載スペースが確保されており、これら物資の揚降用として大型クレーン1基、雑用クレーン2基を備えている。

### 救難機能

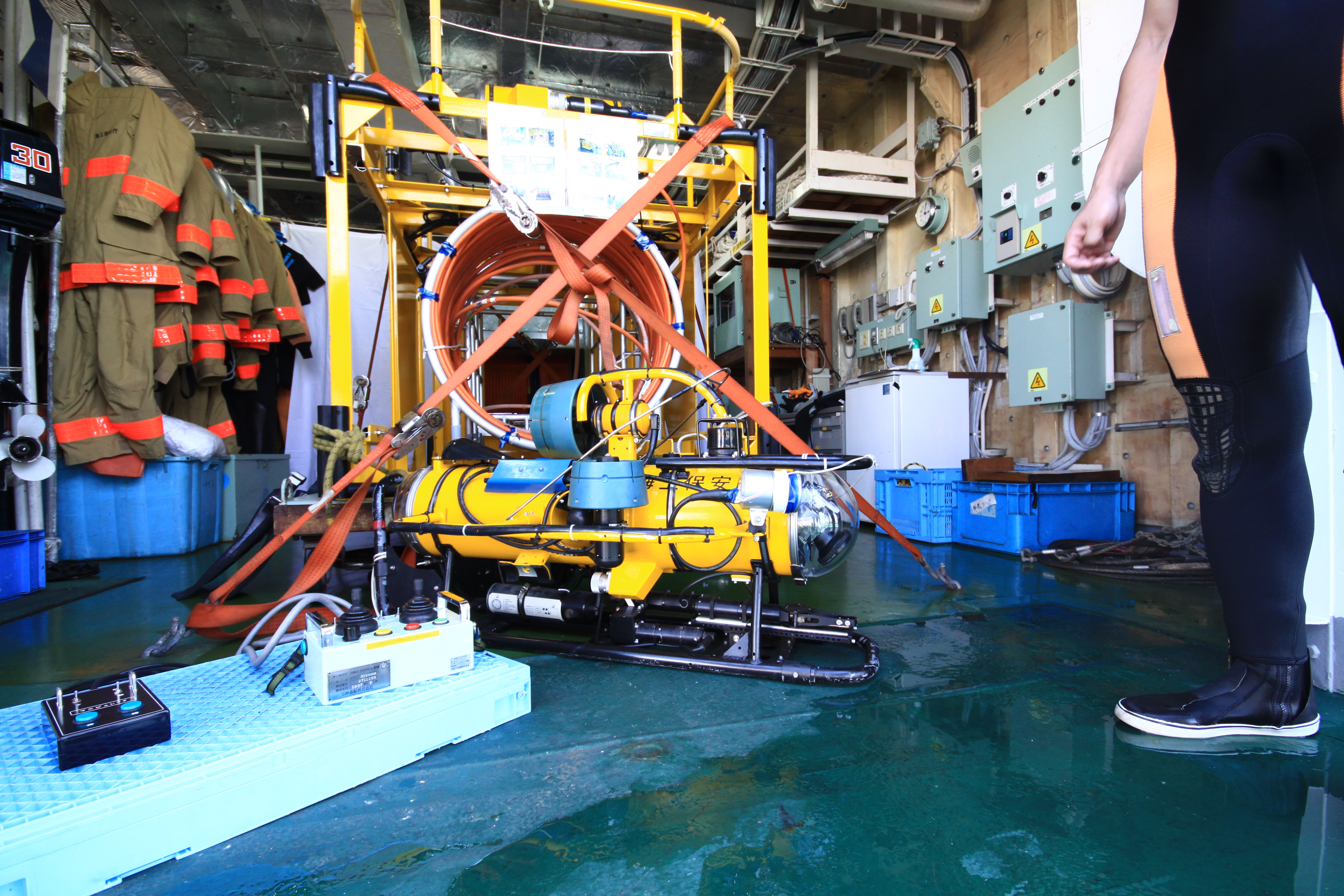
ROV。手前にビークル、後方にランチャーが置かれている。

本船は第三管区海上保安本部の救難強化巡視船として『潜水指定船』でもあるため、潜水士が乗船している。またこれに加えて、自航式水中テレビ（ROV）や超音波海中捜索装置（海底地形探査用ソナー）も備えており、優れた海中捜索活動を可能としている。ヘリコプター甲板の直前には救難資機材庫が設けられており、左舷側には潜水士用の機材が、また右舷側にはROV関連の機器が収められている。
超音波海中捜索装置は、ROVや潜水士の海中活動に先立って現場海底の状況を把握するために用いられており、得られたデータを3次元画像として表示できる。本船搭載のROVはランチャー・ビークル方式を採用しており、使用時はまず中継器（ランチャー）にカメラなどを積んだビークルを入れて、所定の水深まで降ろしてからこれを発進させる。ビークルは3軸のスラスターと水中テレビカメラ、照明装置とマニピュレータを備えており、ランチャーから半径100メートル以内で活動できる。対応水深200メートル、移動速度1.5-1.8ノットである。なお有索式のROVであり、電力はアンビリカルケーブルを介して供給される。九州南西海域工作船事件において沈没した工作船の位置特定にも従事している。

## 登場作品

### 映画
『BRAVE HEARTS 海猿』
左翼エンジンが爆発したボーイング747-400が東京湾内に海上着水することを受け、着水する海域の近くに待機し、救助活動にあたる全船艇の指揮を執る。

### アニメ
『名探偵コナン 水平線上の陰謀』
沈没した豪華客船から脱出してきた乗客たちを他の巡視船とともに収容し、本土まで送り届ける。